# Сайфуллин, Риф Галеевич
Риф Галеевич Сайфуллин  (род. 4 октября 1949 года) — башкирский актёр, артист Сибайского театра драмы. Заслуженный артист Российской Федерации (2022). Народный артист Башкирской АССР (1988). Член Союза театральных деятелей (1977).

## Биография
Риф Галеевич Сайфуллин родился 4 октября 1949 года  в  деревне Муллакаево Архангельского района БАССР.
В 1973  году окончил УГИИ  (педагог Р.М.Аюпова, Ф.К.Касимовой).
По окончании института работает в  Сибайском театре драмы актёром и режиссёром – автором постановки в 1993 году спектакля “Һайра, һандуғасым!” (“Пой, соловушка!”) Г.Исхакова.
Занимался переводами на башкирский язык пьес “Провинциальные анекдоты” А.Вампилова, “Подъезд № 2” В.Жеребцова, “Последняя попытка” М.Н.Задорнова.

## Роли в спектаклях
Сэр Маклой (“Бәхтегәрәй” — “Бахтигарей” А.М.Мирзагитова; дебют, БАТД, 1972), Яппар (“Ҡоҙаса” — “Свояченица” Б.Бикбая и З.Г.Исмагилова), Исангильде (“Аҡмулланың аҡ төндәре” — “Белые ночи Акмуллы” Н.Гаитбая), Баязит (“Бәхеткә ҡасҡандар” — “Убежавшие в счастье” Т.Х.Гариповой),  Калошин (“Төбәктә булған мәҙәктәр” — “Провинциальные анекдоты” А.В.Вампилова), Кочкарёв (“Өйләнеү” — “Женитьба” Н.В.Гоголя), Фердинанд (“Мәкер һәм мөхәббәт” — “Коварство и любовь” Ф.Шиллера), Дон Жуан (одноим. пьеса Мольера).

## Награды и звания
- Заслуженный артист Российской Федерации (15 июля 2022) — за большой вклад в развитие отечественной культуры и искусства, многолетнюю плодотворную деятельность[2].
- Народный артист Башкирской АССР (1988)
- Заслуженный артист Башкирской АССР (1979)
- Лауреат премии Союза театральных деятелей Республики Башкортостан имени Арслана Мубарякова.